# Kulturni centar UMMUS
| Kulturni centar UMMUS |                                                                   |
|                       |                                                                   |
|                       |                                                                   |
| Sedište:              | Cara Lazara 3, · Kragujevac Srbija                                |
| Veb prezentacija      | http://www.kcummus.com/ Архивирано на веб-сајту (20. јануар 2019) |
| Kontakt:              | 069/611-913                                                       |

Kulturni centar za umetničko i moralno usavršavanje UMMUS je osnovan u Kragujevcu, kao nevladino, neprofitno udruženje građana koja ima za cilj okupljanje umetnika i ljubitelja umetnosti, edukacija dece i omladine, organizovanje aktivnosti na polju muzike, slikarstva, grafičkog dizajna i književnosti, javno zalaganje za afirmaciju kulturno-umetničkih vrednosti i podsticanje duhovno-moralnog razvoja mladih.

## Organizacione celine
Kroz tri oblasti muzičku, likovnu i književnu umetnost, udruženje organizuje koncerte, kulturno-zabavne događaje, književne večeri, promocije knjiga, izložbe, projekcije filmova, edukativni rad sa mladima i kreativne radionce za decu. Kroz centar je prošlo do sada preko 150 bendova iz Srbije i inostranstva. Održano je na desetine samostalnih i kolektivnih izložbi u saradnji sa preko 60 autora. Ummus je doveo i neke od poznatih ličnosti iz sveta filma, književnosti i muzike. Bili su i glavni organizatori u dovođenju svetski poznatog motivacionog govornika Nik Vujičića u Kragujevac. 
Centar se sastoji iz tri dela: koncertnog prostora, kafe-kluba, galerije i prostorije za edukaciju, u kojoj se nalazi škola crtanja, pevanja i gitare. Uz to, redovno se organizuju koncerti muzičkih grupa iz Srbije i inostranstva.

## Osnivači
Osnivači su Danijel Armuš i David Armuš, dva brata blizanca, koji se smtaraju jednim od najvećih aktivista u kulturi u gradu Kragujevcu, Šumadiji, a i Srbiji. Bave se i muzikom. Osnivači su i jednog od prvih gospel sastava u Srbiji Happy day. Sviraju i u porodičnom sint/pop bendu sa svojom sestrom Magdalenom pod imenim Armuši (po prezimenu), a takođe i sarađuju sa raznim drugim muzičarima širom Srbije, te su među osnivačima i prvog kragujevačkog tribjut benda The Doors, koji se naziva The Doors Riders. Po profesiji su muzičari i organizatori u oblasti kulture. Pored ovoga, veliki su aktivisti u humanitarnom radu. 

## Spoljašnje veze
Медији везани за чланак Kulturni centar UMMUS на Викимедијиној остави

- Zvanični veb-sajt